# Aron Tänzer

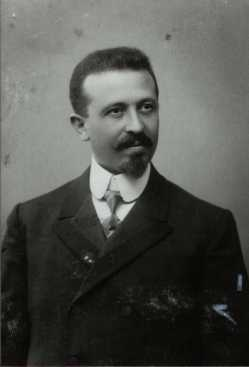
Aron Tänzer im Jahre 1907

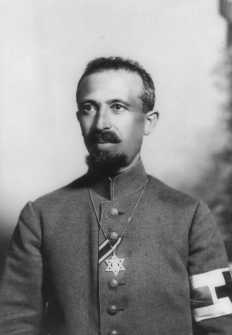
Aron Tänzer, als deutscher Feldrabbiner im Ersten Weltkrieg, mit dem EK II am Bande im zweiten Knopfloch der Uniformjacke

Aron Tänzer (30. Januar 1871 in Preßburg, Österreich-Ungarn – 26. Februar 1937 in Göppingen) war ein Rabbiner und Autor zahlreicher wissenschaftlicher Publikationen.

## Leben
Der Vater Heinrich Tänzer von Aron Tänzer war Rabbiner und die Mutter Marie geborene Schlesinger arbeitete als Weißnäherin für die Preßburger Judenschaft. Im Alter von 21 Jahren immatrikulierte sich Aron Tänzer an der Universität in Berlin. Er studierte Philosophie, Germanistik und semitische Philologie. Nachdem er 1895 promoviert wurde, bemühte sich Aron Tänzer um eine Anstellung als Rabbiner. Im Oktober 1896 bewarb er sich mit Erfolg auf die freie Rabbinerstelle in Hohenems.
Zur Jüdischen Kultusgemeinde Hohenems gehörten auch die in den anderen Gemeinden Vorarlbergs und von 1878 bis 1914 formell auch die in Tirol lebenden Juden. Seine umfassende geistesgeschichtliche Ausbildung brachte Tänzer sowohl in zahlreichen wissenschaftlichen Publikationen als auch im Bereich der Erwachsenenbildung zur Anwendung. So hielt er etwa für den „Bildungsclub Hohenems“ des Öfteren Vorträge über Literatur und Geschichte. 1905 veröffentlichte er die heute noch als Standardwerk geltende Geschichte der Juden in Hohenems. Seine Geisteshaltung und seine religiösen Anschauungen waren geprägt von liberalen Ideen und kultureller Offenheit.
Von 1905 bis 1907 war Tänzer Rabbiner der jüdischen Gemeinde Merans und wurde ab dem 1. September 1907 Rabbiner an der Synagoge zu Göppingen. Diese Funktion, in der er für das Bezirksrabbinat Jebenhausen zuständig war, hatte er bis zu seinem Tod 1937 inne. Gleich zu Beginn des Ersten Weltkriegs hatte sich Tänzer freiwillig zum Einsatz als Feldrabbiner gemeldet. Drei Jahre diente er an der Ostfront. Tänzer betreute die Soldaten, half im Lazarett und richtete für die notleidende Bevölkerung Volksküchen ein. Für seinen Einsatz im Felde wurde Tänzer mit mehreren Orden ausgezeichnet.
Tänzer legte seit 1909 den Grundstock für eine Volksbibliothek, der späteren Stadtbibliothek in Göppingen. Im Erdgeschoss der Stadtbibliothek Göppingen befindet sich eine Gedenktafel für Aron Tänzer. Seit 1921 war er Ehrenmitglied des Göppinger Veteranen- und Militärvereins „Kampfgemeinschaft“. An Tänzer erinnert in Göppingen das Rabbiner-Tänzer-Haus (Freihofstraße 46), das frühere Rabbinatsgebäude.

## Nachkommen
Tänzer starb am 26. Februar 1937. Von seinem Tod wurde öffentlich nicht Notiz genommen. In der Zeitung erschienen kein Nachruf und keine Todesanzeige. Tänzer war in erster Ehe mit Rosa, geb. Handler, verheiratet, die 1912 starb. In zweiter Ehe war er seit August 1913 mit Berta, geborene Strauß (* 1876), verheiratet. Tänzer hinterließ seine Frau Berta und sechs erwachsene Kinder. Die Witwe Tänzers wurde 1942 in das KZ Theresienstadt deportiert, wo sie am 25. September 1943 starb. Die schon erwachsenen Kinder lebten beim Tod des Vaters nicht mehr im elterlichen Haus: Fritz war Kaufmann in Tel Aviv, Irene lebte in Budapest, Hugo arbeitete als Kaufmann in Wien und Ilse wohnte in London. Paul war Rechtsanwalt in Stuttgart und Erwin studierte noch in Berlin. Sie haben die Verfolgungen des Nationalsozialismus überlebt.

## Auszeichnungen
- Eisernes Kreuz 2. Klasse
- Ritterkreuz des Franz-Joseph-Ordens
- Ritterkreuz des württembergischen Friedrichs-Ordens 1. Klasse[4]

## Schriften (Auswahl)
- Judentum und Entwicklungslehre. Nach einem in Innsbruck am 4. Mai 1903 über „Babel und Bibel“ gehaltenen Vortrag. Calvary, Berlin 1903.
- Die Geschichte der Juden in Tirol und Vorarlberg. Bd. 1: Die Geschichte der Juden in Hohenems. Ellmenreich, Meran 1905 (Unveränderter Nachdruck: Verlagsbuchhandlung H. Lingenhöle & Co., Bregenz 1982).
- Trauerrede gehalten am Sarge des Herrn Commerzienrates Leopold A. Gutmann, geboren in Jebenhausen am 24. März 1850, gestorben in Göppingen am 8. Januar 1908, beerdigt in Jebenhausen am 10. Januar 1908. Gust. Löchner, Göppingen 1908 (Digitalisat).
- Trauerrede gehalten am Sarge des Herrn Karl Freudenberger s.A. in Göppingen-Jebenhausen am 5. Oktober 1909. 1857–1909. Gust. Löchner, Göppingen 1909 (Digitalisat)
- Die Mischehe in Religion, Geschichte und Statistik der Juden, Lamm, Berlin 1913.
- Brest-Litowsk: Ein Wahrzeichen russischer Kultur im Weltkriege, H. Hillger, Berlin 1917.
- Die Juden in Polen. In: Württembergischer Rabbiner-Verein (Hrsg.): Festschrift zum 70. Geburtstage des Oberkirchenrats Dr. Kroner, Stuttgart. Fleischmann, Breslau 1917, S. 189–206.
- Die Geschichte der Juden in Brest-Litowsk, Lamm, Berlin 1918.
- Die Geschichte des Veteranen- und Militärvereins „Kampfgenossenschaft“ in Göppingen 1871–1921, eine Festschrift zur Feier seines 50jährigen Bestehens. Kirchner, Göppingen 1921
- Der Huldigungseid der Juden in den neuwürttembergischen Orten i. J. 1807. In: Gemeindezeitung für die israelitischen Gemeinden Württembergs. Bd. 3 (1926/27), Heft 12, 16. September 1926, S. 248f. (Digitalisat).
- Die Geschichte der Juden in Jebenhausen und Göppingen. Kohlhammer, Stuttgart 1927 (Digitalisat) [ Nachdruck der Ausgabe 1927: Verlag Konrad, Weißenhorn 1988, ISBN 3-87437-274-X (Veröffentlichung des Stadtarchivs Göppingen; 23)].
- Die Geschichte der Juden in Württemberg, J. Kauffmann, Frankfurt am Main 1937.